# Tératome
 Mise en garde médicale
Un tératome est un type de tumeur (tumeur germinale) formée par des cellules pluripotentes. Les tératomes sont des tumeurs complexes possédant certaines composantes cellulaires apparentées à l’activité normale de plus d’un feuillet embryonnaire. Ce type de tumeurs contient souvent des cellules bien différenciées qui produisent un ou des tissus mûrs mais à des endroits inappropriés et souvent différents des tissus environnants.

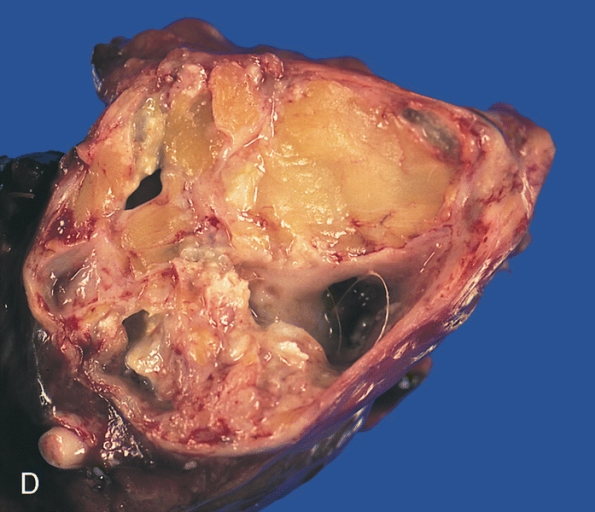
Tératome mûr du médiastin. Une coupe horizontale de la tumeur réséquée montre un tissu fibreux, des zones calcifiées, et quelques espaces kystiques bordées de membrane lisse et contenant un cheveu.

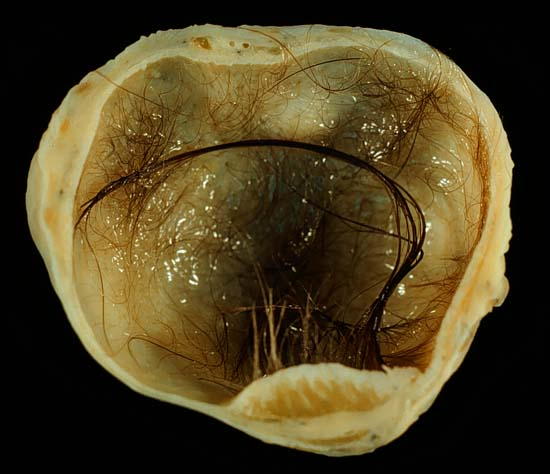
Une petite (4 cm) tumeur (kyste) dermoïde de l'ovaire, avec cheveux et/ou poils bien visibles

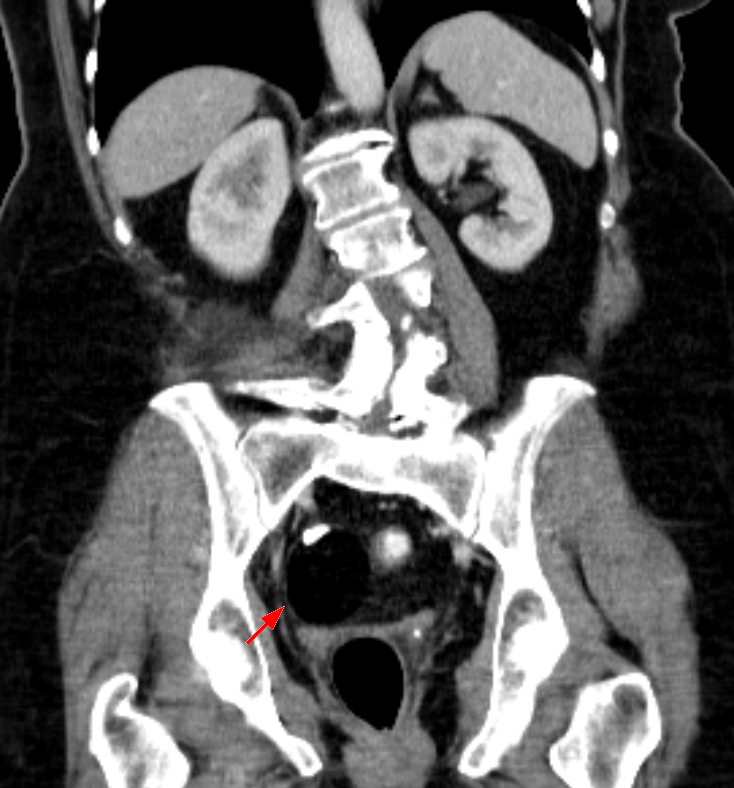
Tératome de l'ovaire ; formation de tissus gras au bord lisse, avec une partie dense (qui pourrait être une dent).

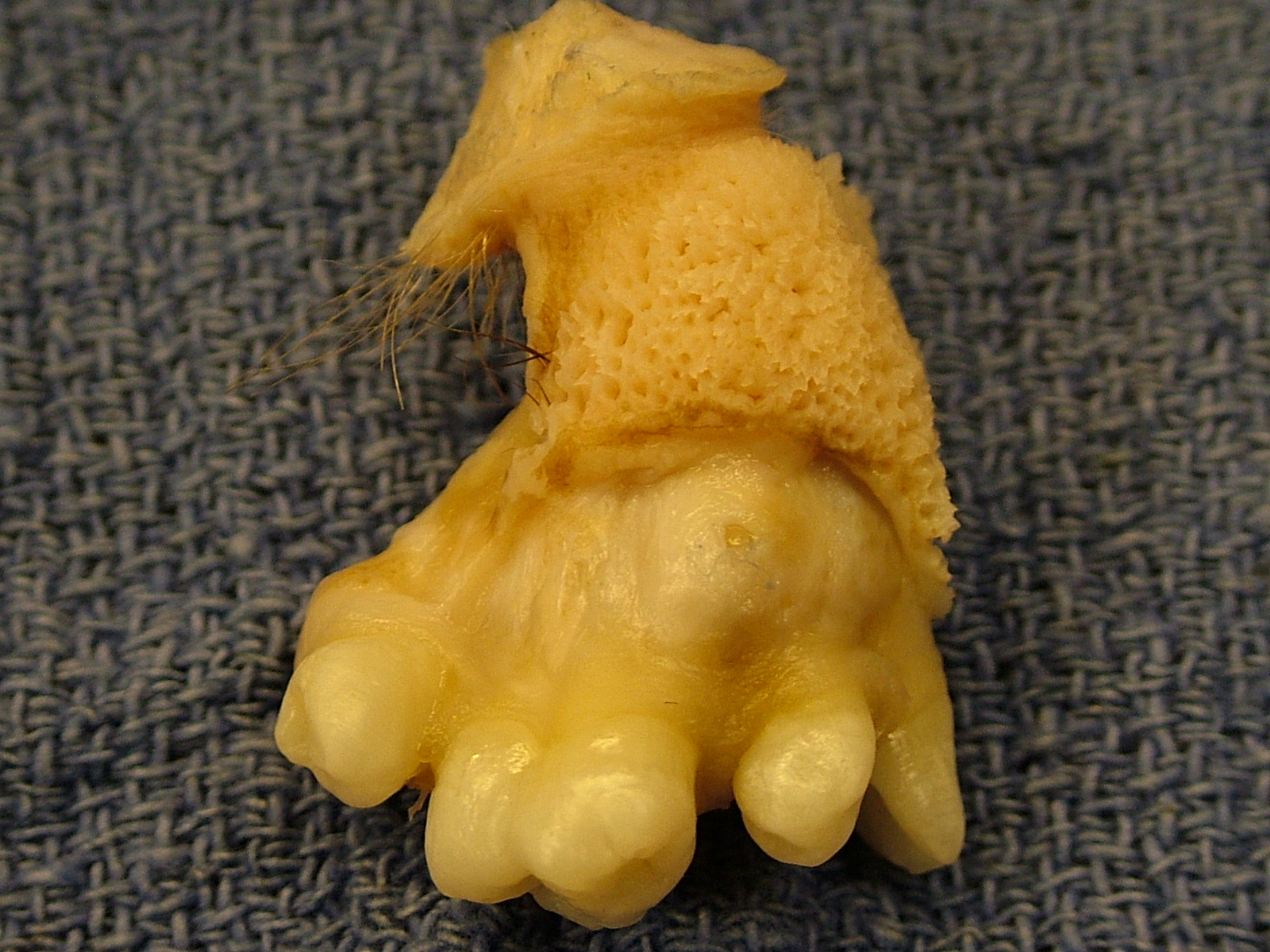
Tissu avec des dents, de la peau et des cheveux provenant d'un tératome de l'ovaire.

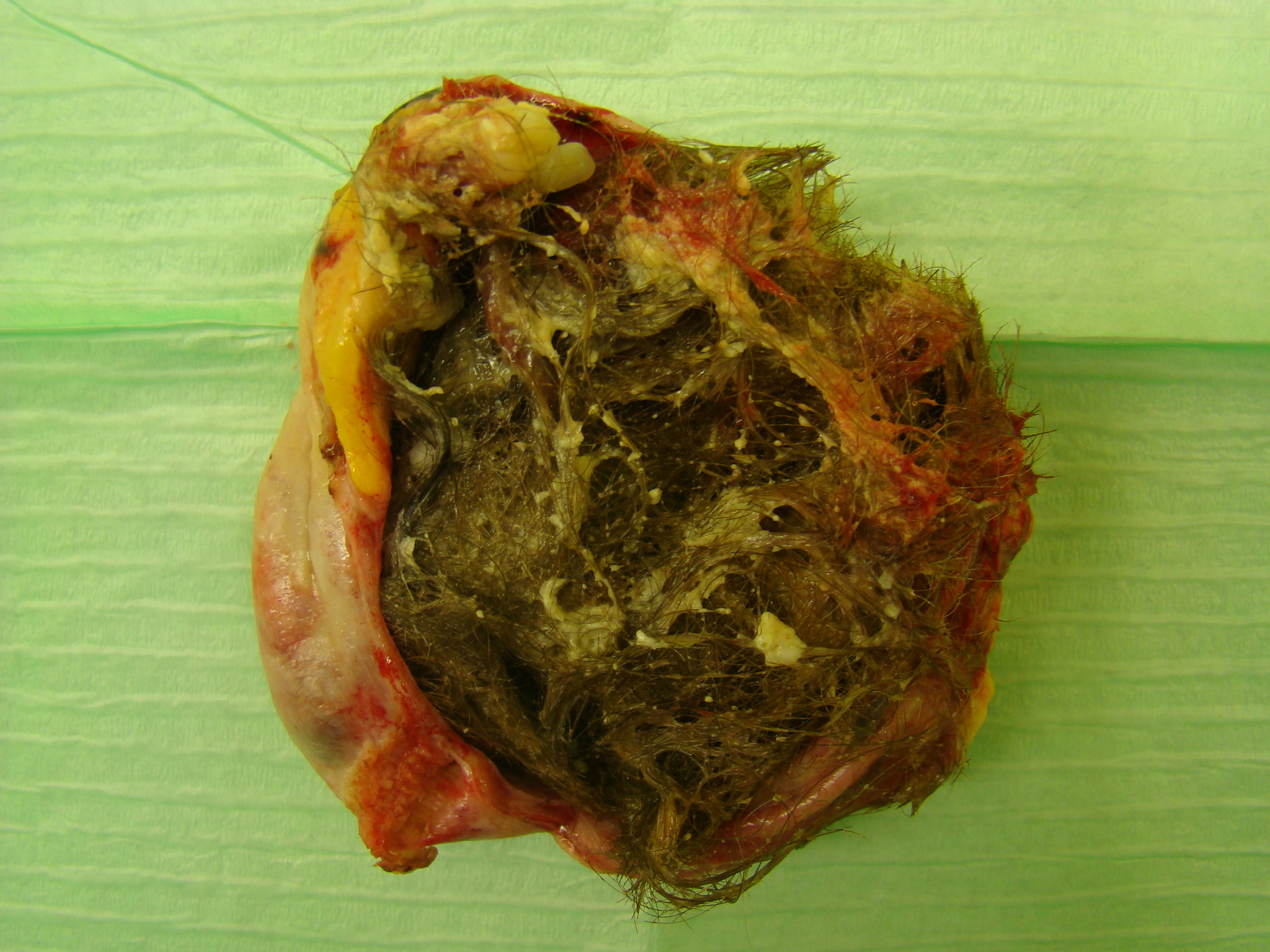
Tératome de l'ovaire avec cheveux et dents.

## Étymologie
Du grec ancien τέρας, τέρατος (téras, tératos), « monstre », avec le suffixe -ωμα (-ôma) désignant une tumeur.

## Histoire
Les tératomes sont connus depuis l'Antiquité, mais ont tenu la médecine en échec jusqu'à il y a peu concernant leur origine, leur explication et parfois leur traitement.
Certains nouveau-nés naissent avec des tératomes, parfois de grande taille attachés à eux (évoquant un jumeau conjoint). On a donc naturellement cru qu'il pourrait s'agir des restes de jumeaux qui ne s'étaient jamais complètement ou correctement développé.

Suivant cette hypothèse, les tératomes internes étaient supposés être des restes d'anciens jumeaux qui auraient été absorbés dans le corps du fœtus et bébé survivant durant la grossesse.
Les progrès de l'imagerie médicale et du diagnostic prénatal, permettent parfois de les repérer in utero.

## Évolution
Les tératomes débutent habituellement par la transformation de cellules présentes dans les testicules chez l’homme, dans les ovaires chez la femme et dans le sacrum chez l’enfant.
Ce n'est parfois que chez l'adulte qu'on découvre le tératome. Ainsi, en 2009, un Anglais, Gavin Hyatt, a « donné naissance » à un « jumeau identique sous-développé » trouvé dans une petite excroissance qui avait grandi hors de son abdomen. Et en 2015, des médecins de Hong Kong ont découvert deux fœtus partiellement développés dans l'abdomen d'un nouveau-né. Plusieurs cas, rares, de tératomes sous dural, de l'orbite,, du médiastin, de la région intrapéricardiaque, du péritoine, de l'estomac, du pharynx, de la thyroïde,,, de la région sacro-coccygienne ou encore intracérébral sont connus
Exceptionnellement, plusieurs tératomes peuvent apparaitre de manière synchrone.
Certains tératomes sécrètent la gonadotrophine chorionique (hCG), une hormone normalement produite durant la grossesse et dont la chaîne bêta est mesurée lors des tests de grossesse. Cette dernière est utile pour le suivi du traitement et des récidives de tératomes, mais ne devrait pas être utilisée comme marqueur diagnostique. D’autres types de tératomes sécrètent de la thyroxine, parfois à un degré tel qu’une hyperthyroïdie clinique devient présente.

## Exemples
- Des tératomes ovariens peuvent produire des poils ou des dents à l’intérieur des ovaires, et éventuellement être associés à un goître[17].
- Certains tératomes produisent un mélange de tissus mûrs et bien différenciés : épithélium respiratoire, follicule pileux ; tissu adipeux ou tissu nerveux mûr.
- Des tératomes intracraniens peuvent produire des poils et des dents dans le cerveau[2]. Ils semblent souvent associés à une activité hormonale glandulaire (ex glande pinéale[18]).

## Classification
Les tératomes peuvent se diviser en trois catégories :
1. Mûr (bénigne)
2. Immature (maligne)
3. Monodermique ou spécialisé

On parle de tératome géant pour les tératomes de grande taille, qui peuvent aussi apparaitre chez l'adulte.
Leur développement peut être parfois à la fois interne et externe, y compris en région craniofaciale.

## Les tératomes de l'ovaire
Les tératomes immatures de l’ovaire, souvent détectés à l'échographie, TDM ou IRM sont potentiellement malins tout comme les tératomes testiculaires, qui sont généralement moins bien différenciés (donc avec un pronostic plus sombre). Des effets hormonaux, systémiques ou éloignés (ex. : encéphalite limbique paranéoplasique, encéphalite paranéoplasique anti-NMDAr) sont possibles. Les métastases sont rares mais possibles (ex. : métastases neuroïdes matures d’un tératome ovarien). Après ablation, des récidives sont possibles.

## Tératome et cancer du testicule
Le cancer du testicule ou tumeur germinale du testicule possède souvent plusieurs contingents cellulaires de nature différente dont le tératome. Ce contingent est souvent associé à un contingent de carcinome embryonnaire ou, plus rarement, d'un contingent de tumeur du sac vitellin. Moins de 3 % des cancers du testicule sont des tératomes purs. La présence d'un contingent de tératomes dans un cancer du testicule a des implications pratiques :
- ce sont des lésions qui produisent peu de métastases ;
- elles sont par contre peu sensibles à la chimiothérapie ;
- elles ont un risque de récidive très tardif qui impose une surveillance prolongée.